# ETOPS

A diferença entre um plano de voo ETOPS (a linha verde contínua) e a um plano de voo não-ETOPS (a linha azul tracejada).

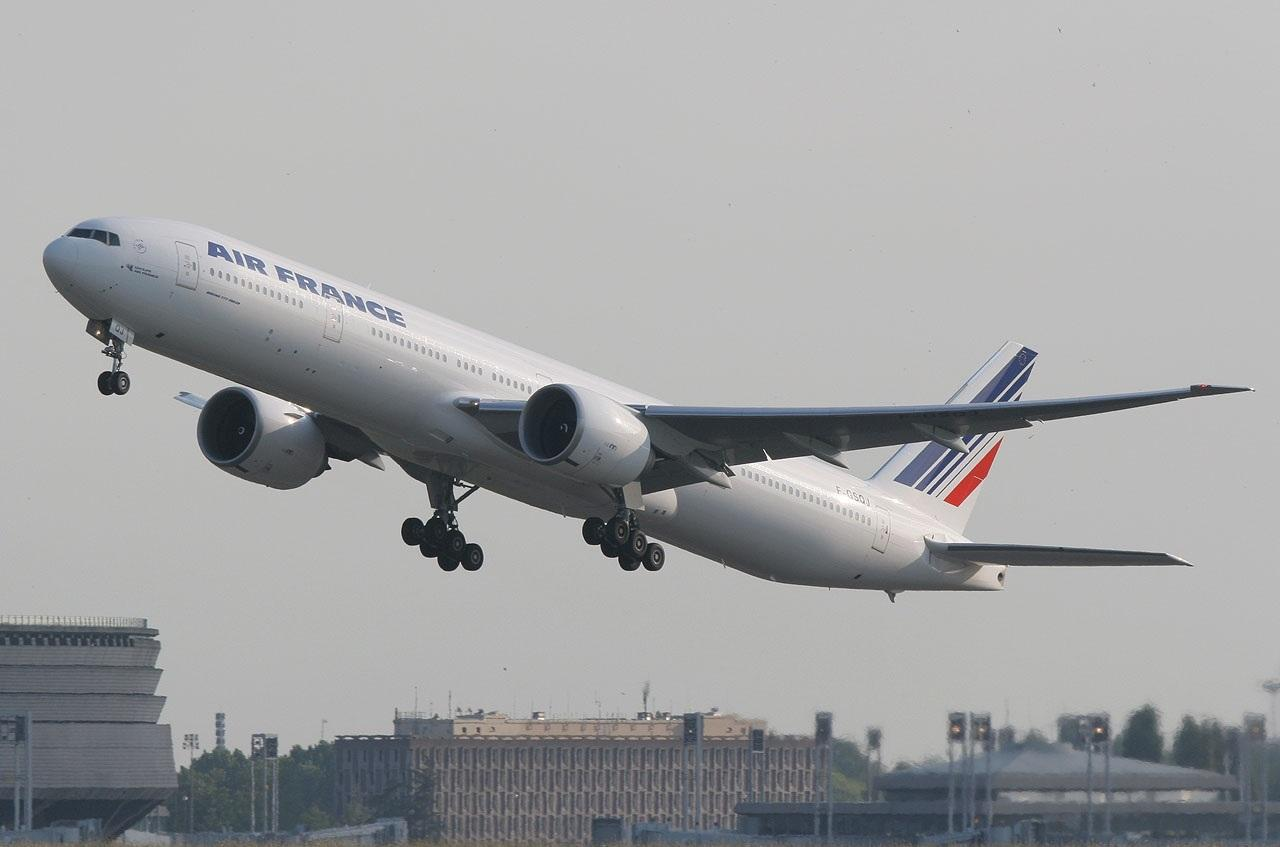
Boeing 777, a aeronave bimotor com o maior alcance de voo.

ETOPS (Extended Operations, cunhada inicialmente como Extended-range Twin-engine Operational Performance Standards) é uma sigla para certificações oficiais de autoridades aeronáuticas de vários países, que permitem às aeronaves comerciais e aeronaves executivas voarem em rotas com trechos que estejam tão distantes de um aeroporto alternativo quanto a distância de voo percorrida em até 60 minutos, ou, em outros casos, até mais.
ETOPS são certificações obrigatórias concedidas por autoridades aeronáuticas, entre elas a FAA dos Estados Unidos e a EASA européia, que permitem que jatos executivos bimotores, jatos comerciais bimotores e alguns turboélices bimotores operem normalmente em longas rotas transoceânicas. Algumas aeronaves com mais de dois motores, também possui ETOPS, devido a outros requisitos (como contenção de fogo nos porões de carga).
Numa tradução livre e simplificada, ETOPS significa Operação de Longo Alcance, e, durante o processo de certificação, as autoridades aeronáuticas submetem a aeronave e o seu fabricante a uma série de exigências, entre elas sistemas de segurança redundantes e equipamentos de comunicação e navegação altamente confiáveis.
Atualmente, as principais certificações atuais deste tipo são:
- ETOPS 120 minutos;
- ETOPS 180 minutos.

Para receber qualquer uma destas certificações os fabricantes de aeronaves comerciais ou executivas têm que demonstrar para as autoridades aeronáuticas, incluindo testes de demonstração em voo, que a aeronave submetida a análise é segura o suficiente para este tipo de operação, incluindo longas viagens transoceânicas.
A FAA - Federal Aviation Administration e a EASA - European Aviation Safety Agency são algumas das autoridades aeronáuticas que emitem essas certificações e, na prática, lideram os trabalhos de avaliações desse tipo, sendo, na maioria das vezes, seguidas nestas exigências pelas demais autoridades aeronáuticas de outros países, a maioria delas signatária da ICAO.
Atualmente, a maior parte dos modelos de aeronaves bimotoras, comerciais e executivas, de médio e grande portes, com motorização turbofan, com alcance intercontinental, dos grandes fabricantes mundiais, possuem essas certificações. É vital para qualquer fabricante ter essas certificações.
A principal exigência das autoridades aeronáuticas para a obtenção dessas certificações é a capacidade da aeronave se manter em voo, caso um dos motores falhe, até uma parada de emergência mais próxima, principalmente pela análise do índice de confiabilidade dos motores.
As companhias aéreas comerciais também podem ser submetidas à exigência de certificação ETOPS, que inclui a análise de questões relacionadas à segurança de voo, entre elas os seus programas de treinamento e padrões usados na manutenção das aeronaves.
Na década de 1980, a primeira aeronave comercial de grande porte, com dois motores, a receber a certificação ETOPS para operar rotas intercontinentais sobre o Oceano Atlântico, ligando os Estados Unidos à Europa, foi o widebody Boeing 767.

## História
O primeiro voo transatlântico sem paradas foi feito em 1919, por John Alcock e Arthur Brown, em um bimotor Vickers Vimy, de Terra Nova e Labrador à Irlanda, em 16 horas. Em 1936, a FAA restringiu as operações aéreas para dentro de um raio de 100 milhas náuticas (185 km aprox.) de um aeroporto, independentemente do número de motores, equivalente a estar cerca de 60 minutos de um aeroporto, considerando um motor inoperante. Em 1953, a "regra dos 60 minutos" da FAA restringiu aeronaves bimotoras à área de 60 minutos de alternativa, com base na confiabilidade dos motores à pistão da época, podendo ser flexibilizada mediante autorização especial. Nos anos de 1950, a OACI recomendou um tempo de alternativa de 90 minutos para todas as aeronaves, sendo adotado por muitas agências reguladoras e empresas de linha aérea fora dos Estados Unidos da América.
Naquela época, a Pan Am voava com bimotores a pistão do tipo Convair 240 através do Caribe, de Barranquilla a Kingston, Jamaica, e a Avensa voava o mais alongado Convair 340, de Maracaibo a Montego Bay.